# Куган, Джеки
Джон Лесли Куган (англ. John Leslie Coogan, более известный как Джеки Куган; 26 октября 1914 — 1 марта 1984) — американский киноактёр. Вошёл в историю кинематографа как первый в истории ребёнок-кинозвезда. С ранних лет выходил на сцену вместе с отцом и снимался в немых фильмах. Сотрудничал с Чарли Чаплином. Восхождение на вершину славы началось для Джеки с роли маленького мальчика в знаменитом фильме «Малыш» (1921), после чего интерес к нему как к актёру рос с каждым годом.
В начале 1920-х годов Джеки был одним из самых востребованных, высокооплачиваемых и узнаваемых актёров Голливуда, хотя на тот момент ему не было и десяти лет. Вершиной успеха для Джеки стал 1923 год, когда его родители подписали рекордный по тем временам контракт на полтора миллиона долларов с киностудией «Metro Pictures». Чтобы иметь возможность беспрепятственно распоряжаться этими деньгами, родители Джеки впервые в истории американской юридической системы оформили на это письменное разрешение. Джеки Куган был также одним из первых кинобрендов и киноидолов Голливуда, имя и образ которого успешно использовались для рекламы и увеличения продаж различных товаров: игрушек, журналов и книг, продуктов питания, одежды, и прочего; а также для благотворительных целей. Маленький Джеки был настолько важной знаменитостью, что другие известные люди сами приходили на него посмотреть. Сотни тысяч поклонников копировали его причёску, манеру поведения, одежду.
В 1930-х годах интерес к актёру стал стремительно падать. К этому моменту его суммарный доход от съёмок в кино составил более двух миллионов долларов. В результате инвестиций этих денег, осуществлённых его родителями, эту сумму удалось увеличить практически в два раза, и Джеки был признан одним из самых юных миллионеров в истории Калифорнии. Однако с тем же успехом его мать с отчимом растратили практически все эти деньги в годы Великой депрессии, не желая признать завершение его карьеры в качестве высокооплачиваемого актёра и продолжая жить на широкую ногу.
Достигнув совершеннолетия, Джеки оказался без работы и средств к существованию. Он потребовал от матери и отчима Бернштейна, бывшего управляющего его отца, вернуть ему заработанные им деньги, но получил отказ и обратился в суд. Однако по законам того времени Джеки не имел права на деньги, заработанные в детстве, вследствие чего ему удалось вернуть лишь небольшую их часть. Ситуация, в которой оказался Джеки, послужила поводом к полному пересмотру сложившегося положения относительно эксплуатации детского труда в кино и других сферах жизни. В законодательство штата Калифорния было внесено множество дополнений, а самым значимым событием стало создание нового закона, направленного на защиту капитала ребёнка-актёра («California Child Actor’s Bill»).
Во время Второй мировой войны Джеки служил в армии добровольцем в должности инструктора по подготовке пилотов в Бирме. В 1944 году он принял участие в опасной разведывательной операции, за что был позже награждён медалью. Он завершил военную службу в 1945 году в звании лейтенанта. После военной службы он вернулся в кино и снимался в незначительных ролях преимущественно в телесериалах и в низкобюджетных фильмах. Спустя много лет, в 1964 году, он вновь напомнил о себе благодаря роли дяди Фестера в популярном телесериале 1960-х годов «Семейка Аддамс», однако ему так больше никогда и не удалось вернуться к своей прежней популярности.
Джеки скончался 1 марта 1984 года в возрасте 69 лет от инфаркта. Похоронен на кладбище Святого креста в Калвер-сити, в штате Калифорния.

## Биография

### Ранние годы
Джеки Куган родился 26 октября 1914 года в городе Лос-Анджелес, штат Калифорния, в семье актёров водевиля Джона Генри Кугана-младшего (21 января 1886 — 4 мая 1935) и Лиллиан Долливер (27 мая 1892 — 22 октября 1977). У него был младший брат Роберт Энтони (13 декабря 1924 — 12 мая 1978).
Отец, известный в начале XX века под псевдонимом «Большой Джек» (англ. Big Jack), был танцором. Он также работал как комедийный актёр и танцор в варьете. Джек родился и вырос в городке Сиракьюс, штат Нью-Йорк, в семье эмигрантов из Ирландии. В отличие от своего брата, который занимался аптечным бизнесом и имел свой магазин, в своей карьере он выбрал творческий путь. Он впервые ступил на сцену ещё будучи подростком. А первую славу ему принесло знакомство с знаменитой в то время семьёй театральных актёров «Братьев Дилланов из Кортланда» (англ. Dillon Brothers from Cortland). Когда один из актёров этой семьи скончался, он занял его место и стал полноправным их участником. Через них он попал в водевиль и отправился на запад США, чтобы построить свою карьеру в шоу-бизнесе, где и познакомился со своей будущей женой.
Мать Джеки выступала на сцене вместе с родителями с ранних лет и была известна в актёрских кругах США с пяти лет под псевдонимом «Малышка Лиллиан» (англ. Baby Lillian) из постановки «Маленький Лорд Фаунтлерой» (англ. Little Lord Fauntleroy). Позже она также участвовала в водевиль-постановках вместе с Рена Роджерс (англ. Rena Rogers).
Рождение ребёнка в семье актёров, таких как Джон и Лиллиан, означало появление серьёзных перемен в их образе жизни, который предполагал постоянные переезды вслед за театром, практически круглосуточную занятость на сцене и проживание во второсортных отелях. Возможность выступления с их собственным номером, поставленным незадолго до их свадьбы, также с этого момента вставала под сомнение. Поэтому, чтобы не менять ничего в своей жизни и не создавать неудобств ребёнку, было принято решение передать Джеки родителям Лиллиан, которые жили в Окленде. Джеки до трёх лет воспитывался преимущественно ими, в то время как его родители продолжали разъезжать по стране со своими выступлениями.

### Дебют в кино
В 1917 году отец Джеки получил предложение принять участие в постановке «The Show of Wonders». Это предложение могло существенно повысить заработки их семьи, но оно также значило, что им придётся временно приостановить выступление со своим собственным номером. Решение было принято. Постановка стартовала в Чикаго 13 мая 1917 года. Поскольку теперь у Лиллиан появилось свободное время, она забрала Джеки у своих родителей и взяла его с собой. Пока Джон был занят в постановке, Лиллиан и Джеки проводили время на пляже в Чикаго. В один из таких дней к ним подошёл человек, представившийся заместителем директора «Эссеней Филм». Он сообщил, что в ближайшее время их студия планирует съёмку нового фильма «Малыш Скиннера» (англ. Skinner's Baby), и они ищут мальчика для исполнения одной из ролей. Он предложил Лиллиан попробовать Джеки на эту роль. Она согласилась, и в назначенный день привела Джеки в студию. Джеки получил эту роль, выиграв её среди других кандидатов. Съёмки заняли немного времени, после чего им предложили продолжить сотрудничество, но Лилиан отказалась, поскольку эта работа предполагала очень маленькую оплату. Между тем постановка, в которой был занят отец Джеки, завершила выступление в Чикаго и двинулась дальше. Лиллиан вновь отвезла Джеки своим родителям и отправилась вслед за мужем.

### Дебют на сцене
К тому моменту, когда Джеки исполнилось 3 года, его отец закончил выступление в постановке «The Show of Wonders» и установил сотрудничество с Аннет Келлерман. Их совместная постановка «An Intimate Revue» стартовала в Сан-Франциско. Поскольку Джеки уже достаточно повзрослел, Лиллиан снова забрала его у своих родителей, и с этого момента он жил вместе с ними. Джон и Лиллиан, однако, вовсе не планировали, что Джеки пойдет по их стопам. С их собственных слов, у них не было совершенно никаких идей по поводу того, как устроить будущее Джеки. Однако, согласно традициям актёрских семей, они обучили Джеки всему, что умели и знали сами — танцу, вокалу, импровизации, — и постоянно брали мальчика в театр на репетиции и выступления.
В 1918 году американское общество было встревожено появлением нового танца — «шимми». Танец был настолько раскованным, что он вызвал неоднозначную реакцию среди политиков, деятелей культуры и представителей шоу-бизнеса. Общество разделилось на сторонников и противников нового танца, между которыми шло активное противостояние. Некоторые штаты ввели запрет на этот танец. Отдельные личности и танцевальные ассоциации не хотели признавать в шимми танца, и пытались добиться полного его запрета или установления определённых правил выступления с ним. Любое заведение, в котором было бы замечено хотя бы одно выступление с этим танцем, сильно рисковало привлечь к себе внимание полиции, и могло в результате этого даже потерять лицензию.
Однако несмотря на напряжённость в обществе, танец продолжал завоёвывать популярность. Джеки также был обучен элементам этого танца. Точно неизвестно, планировал ли Джон представить зрителям своего сына или это решение было спонтанным, но однажды, когда Джеки было 4 года, его отец после окончания номера вышел на вызовы зала вместе с ним. Джеки дали возможность показать себя и станцевать этот танец в своей версии.
Зрителям очень понравился выход Джеки, и Аннет вскоре предложила Джону включить Джеки в номер, за что бы ему дополнительно заплатили. Воодушевлённый этим предложением, отец Джеки решил разнообразить выступление своего сына, и даже подобрал ему речь Дэвида Уорфилда (англ. David Warfield) из постановки «The Music Master». С этого момента Джеки стал полноправным участником сцены и по возможности выступал вместе с родителями.

### Встреча с Чарли Чаплином
Июльским вечером 1919 года постановка «An Intimate Revue», которая продолжала свои странствия по крупным городам США, дала своё очередное выступление в Оперном театре Лос-Анджелеса (англ. Los Angeles Orpheum Theater, современное название «Palace Theater») перед переездом в следующий город. Как и во время выступления в Сан-Франциско, Джеки вывели на сцену, где он прочитал свою речь и исполнил танец шимми. В этот день среди зрителей был Чарли Чаплин, который как раз искал вдохновение для своего нового фильма. В это время у Чаплина был заключён контракт со студией «First National», согласно которому он должен был снять для неё 8 небольших фильмов. Чаплин подробно описал в своей автобиографии, как состоялось его знакомство с Джеки:

…Чтобы отвлечься, я пошёл в «Орфеум». Там выступал какой-то танцор-эксцентрик, ничем особенным не отличавшийся. Закончив номер, он вывел на сцену своего четырёхлетнего сына. Мальчик поклонился публике вместе с отцом, а потом вдруг сделал несколько забавных движений, посмотрел на зрителей, помахал рукой и убежал. Публика была в восторге, и мальчику пришлось снова выйти на сцену. На этот раз он исполнил другой танец, который мог бы произвести неприятное впечатление, если бы не исполнитель. Но Джеки Куган был очарователен, и зрителям танец очень понравился. Что бы он ни делал, этот малыш, все в нём было очаровательно.
Появление на сцене маленького мальчика заставило Чаплина вспомнить своё детство, когда он был вынужден выходить на сцену, чтобы заработать денег. Это вдохновило его на идею фильма, где могли бы сыграть он сам и Джеки. После окончания номера Чаплин договорился встретиться с родителями Джеки, чтобы рассказать им об этой идее. Встреча состоялась через несколько дней в холле отеля «Александрия» (англ. Alexandria Hotel). Но, прежде чем начать работу над этим фильмом, Чаплин решил проверить способности Джеки, задействовав его в небольшой роли в своём новом фильме «Удовольствия дня». Родители Джеки дали Чаплину своё согласие, и вскоре начались съёмки, в процессе которых Чаплин убедился, что Джеки обладает не только талантом, но и харизмой.
Решиться же окончательно на заключение контракта на съёмки Джеки, Чаплин подтолкнуло одно интересное событие:

…Я вспомнил о нём примерно через неделю, когда сидел в павильоне, окружённый актёрами, и раздумывал над темой будущей картины… Я стал рассказывать об увиденном в «Орфеуме», упомянул о мальчике Джеки Кугане, который вышел с отцом на вызовы зала. Тут кто-то сказал, что читал в утренней газете, что Роско Арбакль пригласил Джеки Кугана сниматься в его фильме. Эта новость словно громом поразила меня. Боже мой! Как же я об этом не подумал? Конечно, он был бы великолепен на экране! И я начал придумывать трюки и сюжетные ситуации, в которых мог бы с ним сыграть…
«Но к чему это все? Арбакль подписал с ним контракт и, видимо, придумал что-нибудь в том же роде. И почему я не подумал об этом раньше!»…

Чаплин очень сильно расстроился, что упустил возможность пригласить Джеки. Однако как стало известно на следующий день, Чаплин и сотрудники его студии ошиблись. Роско Арбакль заключил контракт на съёмки не с Джеки, а с его отцом. Чаплин немедленно встретился с отцом Джеки и контракт, который позже сделает Джеки известным актёром, был заключён.

### Фильм «Малыш»
Съёмки фильма, изначально получившего название «Беспризорный» (англ. The Waif), начались в июле 1919 года. Этот фильм должен был стать очередной работой Чаплина в рамках его контракта с «First National». Контракт на съёмки Джеки в этом фильме был заключён с его отцом, который также должен был сняться в фильме в небольшой роли. Согласно условиям контракта, Чаплин должен был платить Джеки $75 в неделю, а его отцу — $125.
Однако уже в процессе работы над фильмом Чаплин переименовал его в «Малыш», поскольку роль Джеки по сюжету оказалась более значимой, чем он предполагал изначально. Чаплин настолько увлёкся съёмками, что нарушил все возможные сроки сдачи работы, и его контракт со студией «First National» был под угрозой расторжения. Студия все же дала Чаплину дополнительное время на завершение фильма, когда увидела процесс съёмки и игру Джеки. Съёмки фильма заняли 154 рабочих дня, а ещё 118 рабочих дней потребовалось на его монтаж. На фильм было истрачено более 60-ти километров плёнки, что было несвойственно тому времени.
Премьера фильма «Малыш» состоялась в Нью-Йорке 21 января 1921 года. Фильм шёл в прокате с большим успехом. Сам Чаплин объяснял успех этого фильма тем, что ему удалось совместить в нём одновременно трагедию и комедию, что ранее никогда не применялось. Этим фильмом Чаплину удалось не только привлечь внимание общественности к проблеме бездомных, но и представить миру Джеки как актёра и сформировать тематику его будущих фильмов. Игра самого Джеки в этом фильме была признана замечательной. Через некоторое время после премьеры фильма Джеки и его родителей посетили журналисты ведущих газет, чтобы задать несколько вопросов.
Между Чаплиным и Джеки в процессе съёмок этого фильма установились очень дружественные отношения. Чаплин называл Джеки своим партнёром, и после завершения работы над фильмом неоднократно посещал их семью, давал советы и рекомендации, и наблюдал за его дальнейшими успехами. Однако несмотря на успех их совместной работы, Чаплин не продолжил сотрудничество с Джеки, сняв его только в видовом фильме «Хороший и дружественный» (англ. Nice and Friendly) — своеобразном свадебном киноподарке лорду Маунтбеттену. В качестве бонуса за участие Джеки в «Малыше» Чаплин заплатил его отцу дополнительно $5000.

### Контракт с «First National»
После успеха «Малыша» киностудия «First National» сама заинтересовалась маленьким актёром. Поскольку Чаплин не стал продолжать сотрудничество с Джеки, этим удачным моментом воспользовался один из соучредителей киностудии Сол Лессер (англ. Sol Lesser).
В начале 1921 года Лессер предлагает отцу Джеки вновь попробовать его сына в кино. Движимый предыдущим успехом, тот сразу же согласился. На этот раз Джеки предстояло появиться перед зрителями в полной противоположности своей предыдущей роли, — поднявшись с низов на самую вершину социальной лестницы, сыграть сына известного и обеспеченного человека. «Пеков Шалопай» (англ. Peck's Bad Boy) — такое название получил новый фильм. Сценарий для него был написан Сэмом Вудом по мотивам популярного в то время одноимённого романа Джорджа Уилбура Пека (англ. George Wilbur Peck) «Пеков Шалопай и его Папа» (англ. Peck's Bad Boy and his Pa).
В отличие от предыдущего фильма съёмки этого проходили в большой спешке и за пределами павильонов киностудии на реальных городских объектах, что было связано с временной реорганизацией «First National». Стремясь снять фильм наиболее приближённым к книге, продюсеры внесли в него множество опасных сцен, опыта съёмок которых у них не было. Сочетание этих факторов едва не привело к трагедии. Первый же инцидент произошёл во время съёмки сцены со львами на территории зоопарка киностудии «Selig Film Company», когда один из хищников вырвался на свободу, и одним только чудом никто не пострадал. Другое происшествие имело более серьёзные последствия, причём для самого Джеки. В результате автомобильной аварии мальчик попал в больницу и съёмки были приостановлены.
Несмотря на неудачи фильм всё же удалось завершить в срок, а происшествие с маленьким актёром впервые пролило свет на его гонорары, информация о которых ранее общественности не оглашалась, — $105 в день — такая сумма была запрошена у страховой компании в качестве компенсации за простой и была признана зарплатой Джеки за участие в этом фильме.
Премьера фильма состоялась весной 1921 года. Зрители были рады вновь увидеть уже полюбившегося им Джеки, а теперь ещё и в новом амплуа, отметив при этом, что маленький актёр вполне может сниматься в кино самостоятельно и без своего партнера-Чаплина. «First National» также признала успешным сотрудничество с Джеки и заключила с его родителями контракт на дальнейшие съёмки. В том же году студия начала съёмки фильма «Мой мальчик», вновь возвращаясь к сюжетной линии, выбранной Чаплиным в «Малыше». Сценарий нового фильма был написан Лессером совместно с Альбертом Остином, но сам фильм снимался и монтировался под чётким руководством отца Джеки. Однако этот фильм не был успешным и не принёс никакой выгоды. На съёмки фильма было потрачено $60 000, в то время как сборы от его показа составили только $50 000. Одной из причин было то, что сюжет фильма был практически полностью скопирован с «Малыша».
В следующих фильмах продюсерами было решено практически полностью отказаться от юмористической составляющей, и новые фильмы с участием Джеки стали преимущественно грустными драмами со счастливым концом. Это решение сделало фильмы более успешными, а Джеки заслужил звание «великого трагического героя», благодаря чему, к 1923 году, когда на экраны вышел фильм «Папочка», он уже являлся одним из самых востребованных и высокооплачиваемых актёров Голливуда, хотя к тому моменту ему было всего 9 лет.

### Корпорация «Jackie Coogan Productions»
Летом 1922 года родители Джеки обратились в Верховный Суд Лос-Анджелеса, чтобы получить разъяснения по ряду вопросов. До этого момента все контракты на съёмки Джеки заключались с его отцом, что послужило поводом к распространению слухов, будто бы родители эксплуатируют своего ребёнка, а деньги тратят на развлечения. Родители Джеки хотели не только развеять сомнения общественности, но и легализоваться, получив от суда разрешение на использование этих денег. В то время в законодательстве Калифорнии не было чётко расписано, как именно родители могут и как не могут распоряжаться капиталами, накопленными их ребёнком в детстве, из-за чего, фактически, все эти деньги принадлежали именно родителям, а не самому ребёнку. Поэтому суд дал родителям право распоряжаться капиталом Джеки полностью и по своему усмотрению. Отец Джеки был назначен управляющим делами своего сына и получил право заключения всех контрактов, а мать — финансовым менеджером и ответственным лицом за его капитал. Родители Джеки также подали петицию, которая с этого момента устанавливала, что все заработанные их сыном деньги принадлежат только ему, а они обязуются сохранить их до того момента, когда Джеки станет совершеннолетним. Петиция была принята судом, с учётом того, что родители Джеки будут время от времени предоставлять финансовую отчётность для контроля.
Однако в январе 1923 года Джон и Лиллиан вновь посетили здание суда и отменили своё прежнее решение. Предыдущая схема управления финансами была признана неэффективной. К этому моменту отец Джеки основал корпорацию, чтобы более эффективно управлять капиталом своего сына. Корпорация была названа в честь Джеки — «Джеки Куган Продакшн» (англ. Jackie Coogan Productions, Inc) и была официально зарегистрирована в начале декабря 1922 года с уставным капиталом всего лишь в $60 000. С этого момента все контракты на съёмки Джеки должны были заключаться с корпорацией, а деньги — распределяться определённым образом между Джеки и его родителями. Во многих интервью, которые Джеки давал уже будучи во взрослом возрасте, он отмечал, что у его отца оказались отличные предпринимательские и организаторские способности. Даже не имея необходимого образования и опыта, Джон вполне успешно управлял корпорацией, выступал директором, менеджером, бухгалтером, продюсером, а также писал сценарии, и даже сам монтировал фильмы. Под его руководством бюджет многих фильмов удалось сократить до минимума и тем самым увеличить доходы корпорации.
В 1923 году всё же был нанят более опытный человек для управления корпорацией. Родители Джеки планировали инвестировать деньги, а это требовало более грамотного и опытного руководства. Новым управляющим корпорации стал бизнесмен Артур Бернштейн (англ. Arthur Bernstein), приехавший в Сан-Франциско из Нью-Йорка на ежегодные бизнес-встречи. Отец Джеки предложил ему зарплату в $10 000 в неделю, и он сразу же согласился. Артур быстро стал не только ведущим человеком корпорации, но и фактически членом их семьи. Отец Джеки с этого момента смог посвятить себя полностью продюсированию и продвижению Джеки.
За свою историю «Jackie Coogan Productions» снимет 33 фильма, из которых 3 — со звуком. Корпорация завершит свою активную деятельность в 1939 году, хотя на бумаге она просуществует до 1973.

### Бренд «Jackie Coogan»
В 1920-х отец Джеки подписывает множество контрактов на выпуск брендовых товаров с именем своего сына. Первым шагом к монетизации образа Джеки послужили статьи, активно печатавшиеся в местных газетах с момента выхода фильма «Малыш» (1921). За каждую статью, посвящённую Джеки, его отец получал несколько центов. Следующим брендовым товаром стала кукла «Jackie Coogan» в образе Малыша, которая даже была запатентована. В середине 1920-х предложения задействовать Джеки в том или ином мероприятии или в рекламе поступали постоянно. Фотография Джеки, помещённая на том или ином товаре, существенно увеличивала его продажи.
Под брендом «Jackie Coogan» появляются: игрушки, книги, кондитерские изделия, одежда, школьные принадлежности. Всего было выпущено около 60-ти наименований различных товаров. Наиболее популярными товарами были кепки и куклы. Линия брендовой одежды приносила корпорации «Jackie Coogan Productions» примерно $100 000 дохода в год. Джеки также рекламировал игрушки и сигареты. Некоторые из этих товаров можно приобрести и сейчас на аукционе eBay.

### Благотворительность
Популярность Джеки использовалась также и для благотворительных целей. Родителям Джеки постоянно поступали просьбы пожертвовать ту или иную сумму на различные социальные проекты. В 1922 году «Near East Foundation» предложила задействовать Джеки в своих кампаниях по сбору гуманитарной помощи. Образ «маленького бродяги», который продолжал быть ведущим в фильмах Джеки, должен был привлечь внимание общественности к проблемам голодающих детей Востока. В то же время само участие Джеки в этих кампаниях могло увеличить интерес к нему самому. Родители согласились, и с этого момента большинство мест, где демонстрировались фильмы Джеки, превратились в пункты сбора гуманитарной помощи, а входным билетом на очередной сеанс стала банка сухого молока.
В августе 1924 года Джеки вместе с отцом, менеджером «Jackie Coogan Productions» и своим персональным учителем, отправляется в международный тур «10,000-mile Jackie Coogan Million Dollar Near East Relief Milk Campaign», чтобы собрать деньги, продовольствие и одежду для десятков тысяч детей, оставшихся без крова в греко-турецкой войне 1922 года. Это путешествие займёт у него 4 месяца, он посетит 25 городов на территории США и 5 европейских стран, а также встретится со многими известными людьми. В тех местах, где он проезжает, устраиваются пункты сбора гуманитарной помощи и торжественные мероприятия.

2 августа Джеки из Лос-Анджелеса отправляется на восток США в специальном поезде, принимая одежду, консервы и сухое молоко. В Чикаго он был провозглашён мэром на 10 минут. В Бостоне мэр Джеймс Майкл Керли вручила ему ключи от города. В Нью-Йорке 40 тыс.человек приветствовали его на Проспект-парк. 6 сентября, провожаемый 300 тыс.человек, он отплывает в Европу. В Лондоне тысячи людей постоянно находились рядом с отелем, где Джеки остановился вместе с отцом, и ему приходилось каждый час выходить на балкон, чтобы поприветствовать их. В Париже 15 тыс.человек встречали его у Северного вокзала. В Женеве Лига Наций была закрыта, чтобы её сотрудники имели возможность увидеть Джеки. В Риме у него было 20 минут личной аудиенции с Папой Пием XI. Затем 15-минутная встреча с Бенито Муссолини.

Кампания завершилась осенью в Греции. В результате этого мероприятия удалось собрать одежды и продовольствия на $35 млн, а Джеки был награждён несколькими медалями. Джеки вместе с отцом в рамках этого тура также дали несколько выступлений в Европе.

### Контракт с «Metro Pictures»
В 1923 году срок контракта с «First National» подошёл к концу, и отец Джеки получил множество предложений от других ведущих киностудий и частных продюсеров. Дальнейшая судьба Джеки-актёра определялась в результате закрытого конкурса, когда все желающие могли сделать по одному предложению. Победителем конкурса стала киностудия «Metro Pictures», предложившая наиболее интересные условия — контракт на $1 000 000 и $500 000 в качестве бонуса за его подписание. Новый контракт был рассчитан на 2 года, в течение которых Джеки должен был сняться в 4-х фильмах. «Jackie Coogan Productions» также должна была получать 60 % от выручки с этих фильмов в течение года после выхода их в прокат. Джеки мог сняться и в большем количестве фильмов, но его отец через год после подписания этого контракта установил ограничение, согласно которому Джеки мог сниматься максимум в 2-х фильмах в год, чтобы иметь возможность получить образование. Во время действия этого контракта, согласно его условиям, Джеки зарабатывал $25 000 в неделю, отец Джеки — $5000 в неделю, а мать Джеки — $1000 в неделю.
Первой же работой в рамках этого контракта стал фильм «Да здравствует Король» (англ. Long Live the King), снятый по одноимённому роману Мэри Робертс Райнхарт (англ. Mary Roberts Rinehart). Съёмки фильма обошлись «Metro Pictures» в $600 000, большая часть которых была израсходована на сооружение декораций и костюмов. К концу 1923 года он был признан одним из самых лучших из всех когда-либо снятых к этому моменту фильмов.
В 1924 году «Metro Pictures» была объединена вместе с другими небольшими студиями в корпорацию, получившую название «Metro-Goldwyn-Mayer». Отец Джеки развил под своим руководством на студии активную киносъёмочную деятельность, самостоятельно распределял бюджет фильмов Джеки, оказывал влияние на принимаемые студией решения. Руководство корпорации в лице Луиса Майера, было не всегда согласно с тем, как отец Джеки ведёт съёмки. В результате к моменту окончания сроков очередного контракта между Джоном и руководством возник серьёзный конфликт, и действие контракта не было продлено. Студия была рада «избавиться» от такого «дорогого» актёра, интерес к которому к этому моменту уже стремительно начал падать. Позже Луис Майер припомнит Джеки этот конфликт и «отомстит» ему тем, что запретит ведущим киностудиям, которые находились под его контролем, приглашать Джеки сниматься в кино. Это было одной из причин неудач уже взрослого Джеки в кино в послевоенное время.
В возрасте 10 лет Джеки поступил в «Городскую Военную Академию» (англ. Urban Military Academy). В то время эта академия была единственной частной школой в Калифорнии, и здесь обучались многие дети из известных и обеспеченных семей. Учёба в этой школе осуществлялась на основе полного пансиона, поэтому Джеки возвращался домой только на выходные, а сниматься в кино мог только во время каникул.

### Контракт с «Paramount Studios»
После завершения сотрудничества с «MGM» новый контракт не заставил себя ждать. «Paramount Studios» (совр. название «Paramount Pictures») предложила Джеки принять участие в её первых звуковых фильмах: «Том Сойер» (1930) и «Гекльберри Финн» (1931). Во время действия этого контракта Джеки зарабатывал $7500 в неделю. Однако особого интереса у зрителя эти фильмы не вызвали, несмотря на высокую популярность одноимённых романов.
В то же время «Paramount» заключила контракт и с младшим братом Джеки Робертом, для которого это были первые шаги в кино. Его кинодебют состоялся в 1931 году в фильме «Скиппи» и его продолжении «Суки», где его партнёром был первый в истории кино ребёнок-номинант на «Оскар» Джеки Купер. Поскольку популярность Джеки в тот момент постепенно начала падать, то студия пыталась восполнить это за счёт Роберта, делая из него чуть ли не копию Джеки: он даже носил такую же причёску, какую носил его брат в его возрасте. Тем не менее, такой популярности Роберт не достиг и его детская кинокарьера фактически этими двумя фильмами и ограничилась.
Джеки между тем был занят подготовкой к поступлению в университет. Он обучается в различных частных подготовительных школах и у частных преподавателей. В 1932 году, как и советовали ему родители, он поступил в «Университет Санта-Клары» (англ. Santa Clara University), чтобы получить образование в бизнес- и юридической сферах. Однако вскоре его отчисляют оттуда за неуспеваемость и плохое поведение. Он переходит в «Университет Южной Калифорнии» . Вскоре его отчисляют и оттуда по тем же причинам. Больше никуда Джеки поступать не пытался и просто ждал своего совершеннолетия, когда он должен был получить свои деньги.

### Переломный момент
К 1933 году интерес к Джеки угас настолько, что Jackie Coogan Productions пришлось подписать контракт с Talisman Studios на съёмки Джеки в серии короткометражных низкобюджетных фильмов. Фактически карьера Джеки в кино подошла к концу. Однако родители Джеки не особо беспокоились по этому поводу, они были уверены, что для него пока просто нет подходящих ролей в кино в силу его возраста. Джеки между тем пытается начать самостоятельную карьеру в шоу-бизнесе. Вместе с Джуниором Даркиным (англ. Junior Durkin), с которым они вместе снимались в фильме «Том Сойер» и Робертом Хорнером (англ. Robert Horner), сыном одноимённого режиссёра, они строили планы на съёмки своего первого самостоятельного фильма. Но этим планам не суждено было сбыться.
4 мая 1935 года, возвращаясь с охоты на своё ранчо, Джеки, его отец, Джуниор Даркин, Чарльс Джонс (англ. Charles Jones) и Роберт Хорнер попали в автокатастрофу на шоссе между Сан-Диего и Империал-Валли (англ. Imperial Valley). Около Сан-Диего их машина на огромной скорости съехала с дороги в кювет и несколько раз переворачивается. Джеки остался единственным выжившим в этой автокатастрофе. По иронии судьбы, за 15 минут до аварии он поменялся местами с одним из пассажиров, чтобы ему было удобнее общаться, и занял место в откидном сиденье, что и спасло ему жизнь. Позже Джеки рассказывал следствию, что за рулём автомобиля был его отец, и ему пришлось резко вывернуть руль, поскольку их подрезал другой автомобиль. Однако никаких свидетелей этого происшествия не было найдено, а позже выяснилось, что Джон управлял автомобилем в состоянии алкогольного опьянения и существенно превысил скорость на опасном участке дороги.
После этих трагических событий в жизни Джеки и его семьи произошли серьёзные преобразования. Управление «Jackie Coogan Productions» перешло к матери Джеки. Кроме этого, через некоторое время, 13 мая 1935 года, она вышла замуж за Бернштейна, а Джеки стал часто слышать неприятные для него разговоры, что своих денег он не получит.

### Судебный процесс
Став совершеннолетним, Джеки оказался в весьма затруднительном положении. Всё время до этого все деньги, которые он зарабатывал, получали его родители. «Jackie Coogan Productions» еженедельно платила ему определённую сумму, но поскольку Джеки ещё не мог распоряжаться этими деньгами, его родители, согласно своему обещанию, должны были сохранять их на будущее. Каждую неделю, начиная с момента основания корпорации «Jackie Coogan Productions» и до момента своего совершеннолетия, Джеки получал всего лишь примерно $6 на карманные расходы, но этих денег не хватало даже на мелкие расходы, и его друзьям приходилось постоянно платить за него. Теперь, когда ему исполнился 21 год, не было и этих денег. Сниматься в кино его больше не приглашали, его попытка начать самостоятельную карьеру в шоу-бизнесе не удалась, и фактически ему было не на что существовать. Ему даже было негде жить, поскольку вся недвижимость и другое имущество, приобретённое родителями на заработанные им деньги, было приписано им же.
Джеки неоднократно обращается к Лиллиан с желанием получить свои деньги, однако никаких результатов это не приносило. В апреле 1938 года он обратился в суд и предъявил матери и отчиму иск на $4 000 000. Именно такая сумма, по подсчётам Джеки, была заработана им в период с 1921 по 1938 год. В своём иске Джеки утверждал, что отец постоянно уверял его, что заработанные им деньги откладываются для него, и будут переданы ему, когда он достигнет совершеннолетия. Когда же наконец ему исполнился 21, никаких денег он так и не получил. В то же время его мать, вызванная в суд по этому иску, сообщила, что никогда и ни в какой форме таких обещаний они Джеки не давали. Однако вскоре ей пришлось отказаться от этих слов, поскольку адвокаты Джеки в таком случае могли отменить право распоряжаться его деньгами, которое было дано его родителям в 1922 и 1923 годах взамен обещания сохранить его деньги. Тогда Лиллиан стала утверждать, что Джеки был безответственным человеком, и ему нельзя было доверить такие деньги. Она также уточнила, что денег Джеки заработал гораздо меньше, примерно $1 300 000.
В ходе первоначального расследования, когда судье были предоставлены документы «Jackie Coogan Productions», было найдено подтверждение, что Джон Куган основал корпорацию именно для того, чтобы сохранить капитал Джеки на его будущее. Кроме того, за отца Джеки и его обещание сохранить капитал своего сына поручился актёр Уоллес Бири, неоднократно сотрудничавший с ним. В результате подозрение пало на менеджера «Jackie Coogan Productions», Артура Бернштейна, который практически сразу после трагических событий женился на матери Джеки. Адвокатом Джеки было высказано предположение, что он мог оказать влияние на его мать и запретить ей отдать деньги Джеки. Однако вскоре его алиби было также подтверждено, и расследование было отложено до детального изучения финансовых документов корпорации.
Дело затянулось в итоге на 18 месяцев, в течение которых Джеки пришлось пройти через множество неприятных показаний и слушаний. Его мать на судебных процессах постоянно указывала на закон, согласно которому они, как родители, имели все права на использование капитала своего ребёнка. Она была согласна, что Джеки заработал эти деньги, но юридически они не принадлежали ему. Кроме того, она постоянно утверждала, что для Джеки все съёмки были лишь развлечением и игрой. Но многие, кто участвовал в съёмках Джеки, говорили, что для него это была тяжёлая и самая настоящая работа.
В заключительном отчёте финансового расследования было установлено, что корпорация «Jackie Coogan Productions» в период с 1923 по 1936 заработала более $3 000 000. Однако из всех этих денег в итоге осталось примерно $250 000 и главным расточителем этого капитала корпорации оказался покойный отец Джеки, который, кроме этого, ещё и оказался должником — его долг составлял примерно $85 000. Также выяснилось, что Джон и Лиллиан никогда не откладывали для Джеки никаких денег и даже не клали их в банки, что было вызвано следующими мотивами: деньги, которые «Jackie Coogan Productions» получала от всех контрактов, Джон и Лиллиан решили вкладывать в недвижимость и различный бизнес. По их замыслу, Джеки к своему совершеннолетию должен был стать не только владельцем всего состояния корпорации, но и получать доход от какого-нибудь работающего бизнеса. Однако все эти задумки оказались невыполнимы по ряду причин.
Большая часть заработанных Джеки денег для корпорации в итоге была «потеряна» в результате неудачных инвестиций и необдуманных трат. Для начала Джон и Лиллиан не учли того факта, что Джеки, став взрослым, вряд ли сохранит свою популярность и, соответственно, востребованность в кино в качестве высокооплачиваемого актёра. Будучи уверенными, что их сын и в дальнейшем будет зарабатывать для них большие деньги, но в то же время из лучших побуждений, они решили вложить их в бизнес, для чего скупали всё, что по их мнению было грамотным вложением денег: нефтяные вышки, бензоколонки, поля для гольфа, небольшие производства и различную недвижимость. Так как у них не было необходимых навыков ведения бизнеса, вскоре эти приобретения становились убыточными и их приходилось продавать. Значительная часть денег также была вложена в различные акции и ценные бумаги, такие как «General Motors», которые были потеряны в результате обвала рынка в середине 1920-х. У Джеки тоже не оказалось совершенно никаких способностей к ведению бизнеса — он даже не смог получить необходимое образование. Попытки родителей привлечь его к управлению делами ни к чему не привели — Джеки требовал свои деньги, а они все были вложены в оказавшийся убыточным бизнес. Основной конфликт между ними возник в тот момент, когда Джеки решил жениться на Бетти Грейбл. Эта свадьба предполагала, что Джеки придется потратить на Бетти огромные деньги. Джеки был уверен, что такие деньги у него есть, однако его родители знали обратное.
В 1939 году Джеки, Лиллиан и Артур приходят к решению ликвидировать активы корпорации и поделить весь оставшийся капитал и имущество. В результате подписания этого соглашения Джеки получил $126 000, дом в Лос-Анджелесе и права на некоторые свои фильмы. Однако полученные им плёнки были уже никому не интересны, в своём доме в Лос-Анджелесе Джеки не появлялся, поскольку он навевал на него воспоминания детства, а деньги очень быстро закончились. Часть денег пошла на закрытие различных долгов и оплату услуг адвокатов, другую же часть Джеки вложил в авторемонтный бизнес. Поскольку у него не было необходимых навыков, эти вложения были фактически потеряны.

### «Закон Кугана»
В то же время затеянный Джеки судебный процесс заставил власти Калифорнии обратить внимание на то, что законодательство их Штата имеет серьёзные пробелы относительно защиты капитала, накопленного ребёнком в детстве. В обществе и прессе стали появляться слухи, что новое поколение голливудских детей-кинозвёзд (Ширли Темпл, Микки Руни, Джейн Уитерс, Дину Дурбин, Фредди Бартоломью), видимо, ждёт судьба Джеки — став совершеннолетними они либо обнаружат, что не имеют права на свои гонорары, либо что все они растрачены. Член местного законодательного органа пообещал в скором времени принять закон, который бы впредь позволил избежать подобной ситуации, в которой оказался Джеки.
Как и было обещано, в 1939 году появляется закон, получивший название «Закон Кугана» (англ. Coogan's law), также известный под другими названиями: «Coogan Act», «Coogan Bill», «California Child Actor’s Bill», призванный сохранить капитал, заработанный ребёнком в детстве. Смысл этого закона заключается в том, что работодатель с этого момента мог заключить контракт на привлечение ребёнка к творческим работам только в том случае, если определённый процент от суммы этого контракта будет сразу перечислен на личный счёт ребёнка или в какой-то другой сберегательный фонд. На момент создания закона эта сумма составляла 50 % от суммы контракта. Эти деньги будут принадлежать ребёнку, но он сможет воспользоваться ими только по достижении совершеннолетия. Так Джеки и ситуация, в которой он оказался, сделали большой вклад в развитие кинематографа.
Этот закон и сегодня является одним из важнейших законов штата Калифорния, защищающих капитал ребёнка-актёра. Начиная с 2000 года, согласно новой версии закона, сумма отчислений на личный счёт ребёнка должна составлять как минимум 15 %, но может быть увеличена по желанию родителей. При заключении контракта на привлечение ребёнка к творческим работам один из родителей ребёнка становится ответственным лицом, с которым непосредственно и заключается контракт. Для организации сберегательного фонда родители должны открыть в одном из банков специальный счёт, который называется «Счет Кугана» (англ. Coogan Account).

### Военная служба
В марте 1941 Джеки решает отправиться на военную службу, чтобы хоть как-то решить свои финансовые проблемы. Сделать это оказалось не так-то просто — Голливуд не спешил жертвовать известными именами. Чтобы попасть на службу, Джеки пришлось заручиться поддержкой одного из своих знакомых. Его принимают санитаром в Медицинский корпус (англ. Medical Corps), а через некоторое время он будет переведён в Корпус Военно-воздушных сил (англ. Army Air Corps) по своему желанию. Это стало возможным, так как Джеки в подростковом возрасте окончил военную академию и после получил лицензию пилота. Здесь он усовершенствует свои знания и навыки в области лётного дела, а также получит звание лётного офицера (англ. Flight Officer).
После этого Джеки работал как преподаватель лётного дела и служил в Бирме в качестве добровольца Первой воздушно-десантной группы (англ. 1st Air Commando Group). Во время операции в Бирме в марте 1944 года он был первым пилотом планера, который посадил Союзнические войска позади расположения противника. В мае 1945 года он вернулся домой, а в декабре этого же года был полностью освобождён от военных обязательств, отслужив 5 лет. Позже он был награждён Воздушной медалью США за особые заслуги (англ. Air Medal for meritorious service).

### Возвращение в кино
После возвращения c фронта Джеки вновь мечтает о том, чтобы сниматься в кино. Его возвращение встречают с радостью, но работы для него в шоу-бизнесе нет. Послевоенный Голливуд претерпел серьёзные изменения. Многие студии разорились, остальные же были сильно ограничены в финансах. Сам Джеки описывал эту ситуацию так:

«Я знал всех в Голливуде, и все знали меня. Я, конечно, мог бы пойти к продюсерам, но они бы мне сказали: „И что мы будем с тобой делать?“»

Он берётся за любую работу. В 1946 году он участвует в кампаниях по привлечению частного капитала на военные цели (англ. War Bond drives). В 1950-х он работает в сфере продаж и занимает должность менеджера по рекламе по продажам вытяжек для кухонных плит, а также продаёт фотоаппараты и подержанные легкомоторные самолёты. Благодаря сохранившимся связям, ему удаётся время от времени возвращаться в шоу-бизнес: он продюсировал балет на льду и появлялся в ночных клубах.
Переломный момент наступил в 1947 году, когда Джеки вместе с братом и Джеки Купером снимаются в фильме «Здесь был Килрой» (англ. Kilroy Was Here). С этого момента Джеки и Роберт будут сниматься в кино практически постоянно, но с разным успехом. Однако в большинстве своём всё это были незначительные роли в качестве актёров второго плана в телесериалах и в эпизодах малобюджетных вестернов, детективов. Как актёр Джеки был уже никому неинтересен, поэтому ему приходилось постоянно обивать пороги киностудий в поисках новых ролей. «Меня никто не воспринимает серьезно» — так он обычно объяснял журналистам причины своего неуспеха. Иногда он также выходил на сцену и участвовал как почётный гость в различных событиях шоу-бизнеса.
Невозможность вновь повторить прежний успех очень расстраивала Джеки, он все чаще старался найти выход в алкоголе, и один раз даже был арестован за вождение в нетрезвом виде. Считается, что он также имел проблемы с наркотиками — в 1961 году он был арестован за хранение марихуаны.
Джеки смог лишь отдалённо приблизиться к своей прежней популярности, получив в 1964 году роль Дяди Фестера в телесериале «Семейка Аддамс». Однако эта слава была такой же «чёрной», каким был и юмор в этом телесериале. Кроме того, актёра узнавали на улице не как «Джеки Кугана», а как «Дядю Фестера», что очень сильно его расстраивало. На вопрос одного из журналистов: «Как ты дошёл до таких ролей?», Джеки ответил: «Мне просто были нужны деньги».

### Последние годы
Последние годы своей жизни Джеки провел в Палм-Спрингс. У Джеки были серьёзные проблемы со здоровьем, которые, со слов его дочери, были вызваны побочным эффектом от его «красивой» жизни: малоподвижным образом жизни, склонностью к нездоровой пище, злоупотреблением алкоголем и сигаретами.
Джеки Куган умер 1 марта 1984 года в возрасте 69 лет от инфаркта в «Медицинском центре Санта-Моника» (англ. Santa Monica UCLA Medical Center). Похоронен на кладбище Святого креста в Калвер-сити, штат Калифорния.

## Жёны и дети
1. Бетти Грейбл (англ. Betty Grable), актриса.
Свадьба: 20 ноября 1937.
Развод: 11 октября 1939.
2. Флауер Парри (англ. Flower Parry).
Свадьба: 10 августа 1941.
Развод: 29 июня 1943. 
Дети:
  1. Сын: Джон Энтони Куган (англ. John Anthony Coogan) (род. 4 марта 1942), писатель и продюсер стереофильмов, основатель и владелец компании Stereomedia 3D Digital HD & Film.
3. Энн Мак-Кормак (англ. Ann McCormack), актриса.
Свадьба: 26 декабря 1946.
Развод: 20 сентября 1951.
Дети:
  1. Дочь: Джоан Долливер Куган (англ. Joann Dolliver Coogan) (род. 2 апреля 1948).
4. Доротея Одетта Хенсон (англ. Dorothea Odetta Hanson), также известная как «Доротея Лампхер» (англ. Dorothea Lamphere) и под псевдонимом «Доди» (англ. Dodie), танцовщица.
Свадьба: апрель 1952.
Дети:
  1. Дочь: Лесли Диана Куган (англ. Leslie Diane Coogan) (род. 24 ноября 1953). Её сын — актёр Кит Куган (англ. Keith Coogan) (род. 13 января 1970), начавший сниматься в 1975 году. Кит от рождения имел фамилию «Митчелл» (англ. Mitchell), но в 1986 он изменил её на «Куган» (англ. Coogan).
  2. Сын: Кристофер Фентон Куган (англ. Christopher Fenton Coogan) (9 июля 1967 — 29 июня 1990). Кристофер погиб 29 июня 1990 в аварии с участием мотоцикла в Палм-Спрингс.

## Интересные факты
- Во время съёмок фильма «Пеков Шалопай» (англ. Peck's Bad Boy) Джеки получил серьёзную травму головы. Машина, в которой Джеки, его отец и работники киностудии ехали на съёмки, попала в аварию. Больше всех пострадал Джеки. Он поступил в больницу без сознания и несколько дней находился в коме. Однако через 14 дней он полностью восстановился и смог вернуться к съёмкам[11][75]. В некоторых интервью Джеки утверждал, что у него был двойной перелом черепа[3].
- В возрасте 2-х лет Джеки свободно умел говорить на поросячьей латыни.
- Когда Джеки познакомили с Чарли Чаплином, первая вещь, которая впечатлила мальчика, это были усы Чаплина, которые могли сниматься и надеваться[74].
- Во многих интервью Джеки утверждал, что его воспоминания о своём детстве начинаются с того момента, когда он впервые был выведен своим отцом на сцену в Сан-Франциско[69].
- Танец шимми в исполнении Джеки можно увидеть в фильме «Мой мальчик» (англ. My Boy) (1921).
- Самым успешным для Джеки оказался 1923-й год, в течение которого он заработал почти $1 000 000[59].
- В 1923 году «Metro Pictures» заплатила Джеки и его родителям $500 000 в качестве бонуса за подписание контракта. Половину этих денег пришлось выплатить государству в качестве налогов[76].
- В 1927 году Джеки решил сменить стрижку. Однако по условиям контракта с MGM Джеки не мог менять свой внешний облик, в том числе и стрижку. По этому поводу пришлось даже созывать собрание и переписывать контракт, но разрешение всё же было дано. Чтобы не шокировать поклонников Джеки, на эту тему был снят фильм «Джонни подстригся» (англ. Johnny Get Your Hair Cut)
- К тому моменту, когда Джеки исполнилось 13 лет, он побывал в Нью-Йорке целых 18 раз[77].
- За 15 минут до автокатастрофы 4 мая 1935 года, унёсшей жизни 4-х человек, Джеки поменялся местами с одним из пассажиров, чтобы ему было удобнее общаться, и занял место в откидном сиденье. Это спасло ему жизнь.
- После автокатастрофы 4 мая 1935 года против Джеки было подано несколько исков от родственников погибших, требующих компенсации на $300 000. Однако иски были отклонены судом.[78].
- Во время военной службы, находясь в Бирме, Джеки выиграл в покер $26 000[69].
- В Национальном музее Военно-воздушных сил США хранится военная форма Джеки.
- Чтобы получить роль Дяди Фестера в телесериале «Семейка Аддамс», Джеки самостоятельно придумал и реализовал образ своей будущей роли: подстригся наголо, сшил костюм, разработал манеру поведения и разговора[79].
- Одна из наград Голливуда, присуждаемая молодёжи за достижения в кино, носит имя Джеки (Jackie Coogan Award).
- Любимой игрой Джеки на протяжении всей жизни был гольф, в который он начал играть ещё в детстве[80].

## Награды
- Серебряный Крест Ордена Святого Георгия (англ. Silver Cross of the Order of St George) от правительства Греции за помощь в сборе гуманитарной помощи в рамках Near East Relief[3].
- Золотой Юстинианский Крест (англ. Cross of Justinian) от греческой православной церкви за участие в Near East Relief[3].
- Папский Крест (англ. Papal Cross) Ватикана в честь встречи с Папой Пием XI (англ. Pope Pius XI)[45].
- Воздушная медаль США за особые заслуги (англ. Air Medal for meritorious service).
- 8 февраля 1960 на знаменитой голливудской Аллее Славы заложена плита с именем Джеки (1654 Vine Street, Hollywood, California, USA) 34°06′03″ с. ш. 118°19′36″ з. д.HGЯO.